# 中古蒙古語
中古蒙古语（英語：Middle Mongol，或）是蒙古语族的自然共通语，在蒙古帝国内使用。这种语言起源自蒙古国东北成吉思汗的故乡，在帝国分裂后分化为数种蒙古语。与现代蒙古语相比，没有长元音，元音和谐的种类不同，动词系统也不一样，格系统也有些微妙的差别。

## 定义与历时后代
中古蒙古语的时代与原始蒙古语比较接近，以成吉思汗建立蒙兀国为开端。:2-3术语“中古蒙古语”有误导性，按一般惯例，“上古蒙古语”在这一术语环境下指的就是原始蒙古语了。12世纪另一蒙古部落联盟的语言没有材料。
据Vovin （2018），柔然蠕蠕语是一种蒙古语，并与中古蒙古语有密切亲缘关系。
楊虎嫩（2006）将契丹语分入旁蒙古语族，这是说它与蒙古语是姐妹群而不是原始蒙古语的直系后代。:391-394亚历山大·沃文也识别出契丹语中几个可能的朝鲜语系借词。他还把灭绝了的吐谷浑语也视作副蒙古语。

## 语料
中古蒙古语的分期是从13到15世纪早期:57或截至16世纪末，这造成了一些问题。:1这差异主要是因为15世纪早期到16世纪晚期间的蒙古语文献数量极少。这两种划界的不同引发了少于120个词的1453年蒙古语文本应归何类的争议。更广义的定义很可能只是为了填上中间这个空缺。
中古蒙古语有不少材料留存了下来，主要以八思巴文（颁行于元朝）、阿拉伯字母（词典）、汉字、蒙古文和几种西方文字书写。:58一般情况下移相哥勒石是公认的最早的蒙古文碑刻。它的文字是已经过规范化的蒙古文，一般认为在1224到1225年所刻。:7然而罗依果认为在时间发生的1年内在石碑被发现的地方刻好是很困难的，认为刻写时间可能要比原来认为的时间大约四分之一世纪，即当移相哥有了更多政治力量时。如果真是这样，最早的蒙古语碑文就会是昭慈皇后在1240年颁布的法令，最古老的文本就是有争议的《蒙古秘史》（1252），但只保留了明朝起被用作蒙古语课本的修订版，反映14世纪后半的中古蒙古语读音。
术语“中古蒙古语”的问题在于没有普遍被认为的以“上古蒙古语”书写的文献。一个早期蒙古语术语的修订版已出，:98-99迄今周详且基于语言学的蒙古语分期的缺乏已经引发了数次这样的修订。相关术语“前经典蒙古语”用于似乎展现了一些不同语言学特征的、以蒙古文书写的中古蒙古语文件。:57

## 音系
辅音音素是/p, m, tʰ, t, s, n, l, r, t͡ʃʰ, t͡ʃ, j, kʰ, k, h/，元音音素是/i, e, y, ø, a, u, o/。:111,118与较老转写的最大区别是⟨γ⟩被分析为/h/和/ɡ/（有时如[p]在/u/和/y/前），因此原始蒙古语的*pʰ不能从曾仅基于词首/h/和土族语的未完成数据中构拟出来。
|    | 前 | 央 | 后 |
| -- | -- | -- | -- |
| 高 | y  | i  | u  |
| 中 | ø  |    | o  |
| 低 | e  |    | a  |

|        | 唇 | 齿龈 | 硬颚 | 软腭 |
| ------ | -- | ---- | ---- | ---- |
| 鼻     | m  | n    |      | ŋ    |
| 清塞   | p  | t    | t͡ʃ   | k    |
| 浊塞   | b  | d    | d͡ʒ   | g    |
| 擦     |    | s    | ʃ    | h    |
| 边     |    | l    |      |      |
| 流     |    | r    |      |      |
| 半元音 | w  |      | j    |      |

## 语法
中古蒙古语是一种黏着语，几乎只使用后缀。主语是名词时词序是主宾动语序；主语是代词时词序是宾动主语序。中古蒙古语也允许谓语–宾语的语序，主要是因为语言接触。:78共有9种格，主格无标。动词后缀可被分为限定后缀、分词和动副词后缀。部分限定后缀依主语数和性变形。形容词在被修饰词前，与其数一致。